# Museo Nacional de Montenegro
Museo Nacional de Montenegro (en montenegrino: Narodni muzej Crne Gore) se encuentra en Cetiña, capital histórica del país europeo de Montenegro. Fue establecido en 1896. 
La obra más importante del museo es "La Sagrada Familia" del pintor italiano Giambattista Pittoni, durante su época fue el pintor más solicitado de todos los tribunales reales europeos.
El museo se divide en cinco departamentos:
- Museo Histórico de Montenegro
- Museo Etnográfico de Montenegro
- Museo Artístico de Montenegro
- Museo del Rey Nikola
- Biljarda (Museo de Petar II Petrovic Njegos)

El museo posee la Prvoglasnik Oktoih, un importante trabajo impreso del siglo XV.